# Daitō (Osaka)
Daitō (大東市, Daitō-shi) est une municipalité ayant le statut de ville (shi (市)) dans la préfecture d'Osaka, au Japon. La ville a reçu ce statut en 1956. La ville compte 116 265 habitants en janvier 2023.

Daitō au sein de la préfecture d'Osaka.

La ville a été créée en 1956 par la fusion des bourgs (machi (町)) de Suminodo et Shijo et du village de Nango. À l'est de la ville de Daitō se trouve l'arrondissement de Tsurumi de la ville d'Osaka. Daitō est limitrophe de trois autres villes de la préfecture d'Osaka, Kadoma et Shijōnawate au nord et Higashiōsaka au sud.
Quelque 65 % du territoire de Daitō sont occupés par l’habitat et des industries, les 35 % restants le sont par des forêts ou des terres agricoles.
À Daitō, on peut admirer le temple Jigen-ji, hôte d’une statue de Kanzeon Bosatsu, qui aurait été sculptée par Gyōki. Le festival bouddhiste de Nozaki-mairi, qui se tient du 1er au 10 mai, attire chaque année plus de 200 000 visiteurs.

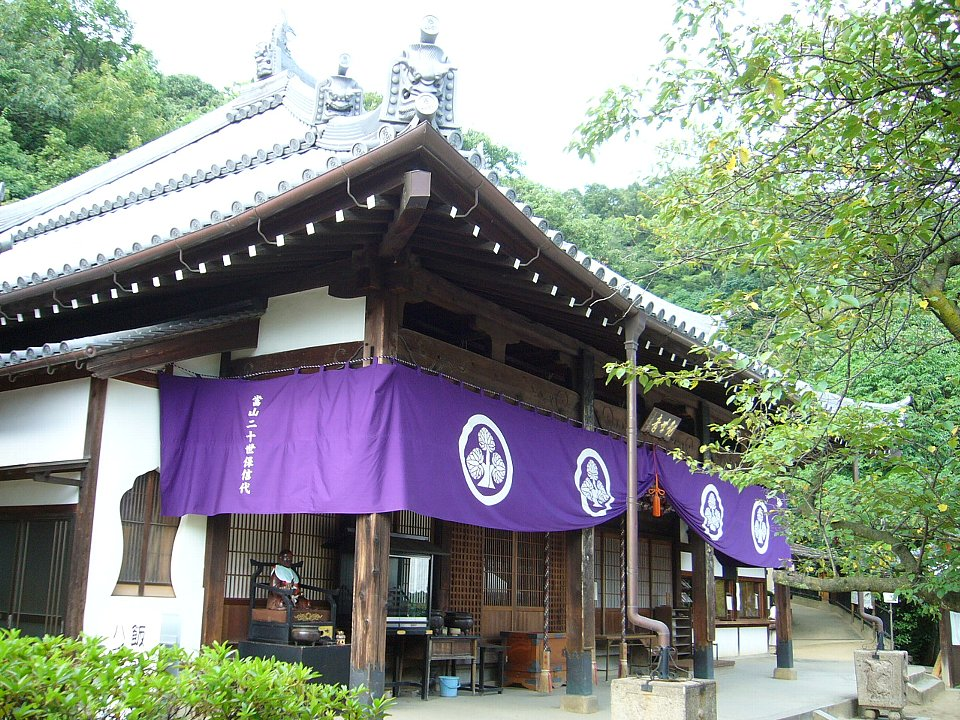
Le Jigen-ji.

## Bâtiments et structures notables
- Jigen-ji

## Universités
- Université Osaka Sangyo (大阪産業大学, Ōsaka sangyō daigaku?), à laquelle est rattachée l'école Osaka Toin, célèbre pour son équipe de baseball[3].
- Université Shijonawate Gakuen (四條畷学園大学, Shijōnawate gakuen daigaku?).

## Personnalités nées à Daitō
- Tsuyoshi Nishioka, né le 27 juillet 1984, joueur de baseball
- Yoshinori Tateyama, né le 26 décembre 1975, joueur de baseball

## Transports
- West Japan Railway Company
  - Ligne Katamachi : Shijōnawate, Nozaki et Suminodō